# La Fresnaie-Fayel
La Fresnaie-Fayel è un comune francese di 57 abitanti situato nel dipartimento dell'Orne nella regione della Normandia.

## Società

### Evoluzione demografica
Abitanti censiti